# Ấn Độ Dương-Thái Bình Dương

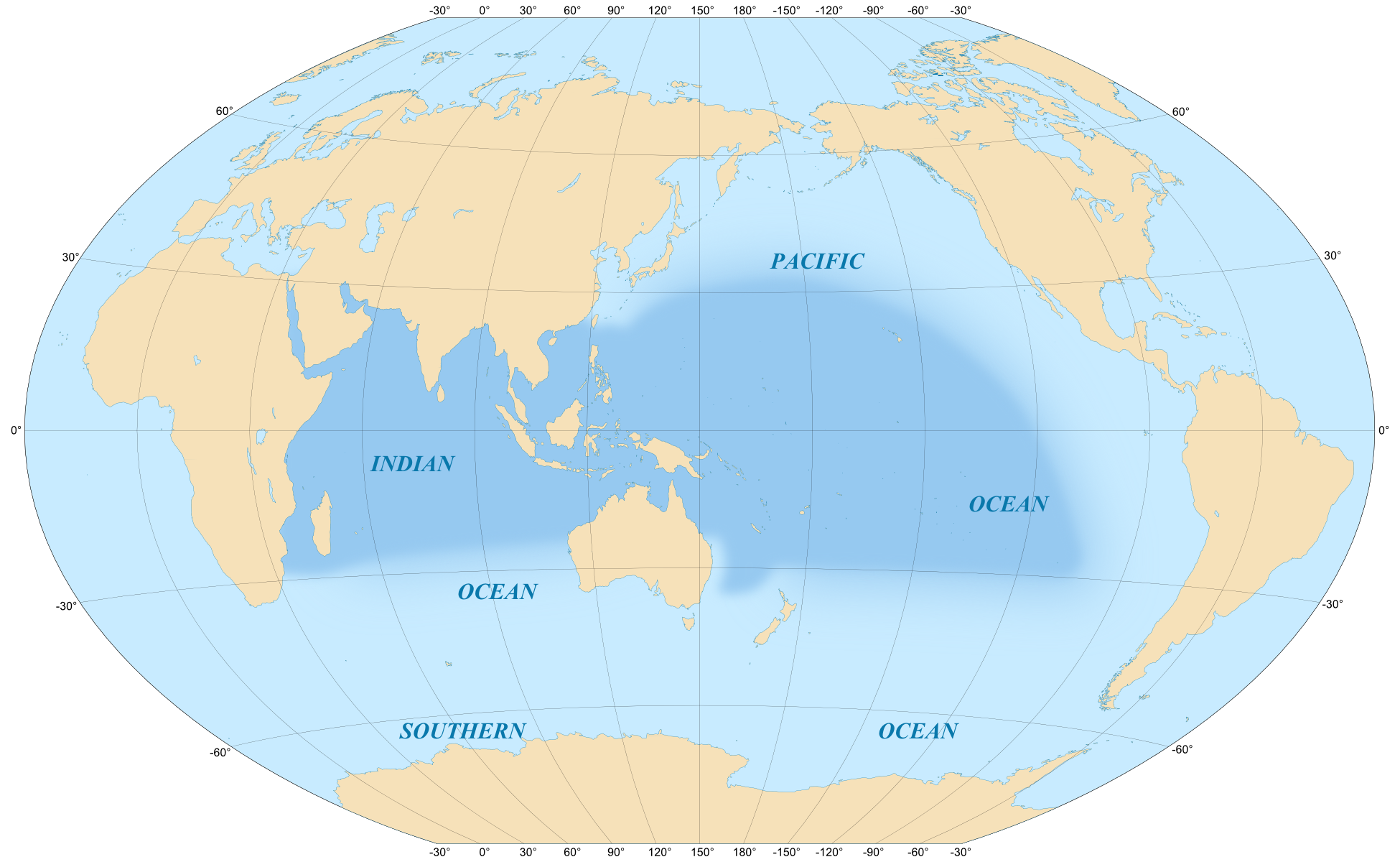
Vùng địa lý sinh vật Ấn Độ Dương-Thái Bình Dương

Ấn Độ Dương–Thái Bình Dương (tiếng Anh: Indo-Pacific), còn gọi là Ấn Độ Dương–Tây Thái Bình Dương (tiếng Anh: Indo-West Pacific) hay Ấn–Thái Dương, là một khu vực địa lý sinh vật trên Trái Đất, gồm các vùng biển nhiệt đới thuộc Ấn Độ Dương, tây và trung Thái Bình Dương cùng với các vùng biển nối hai đại dương này lại với nhau (tức vùng biển thuộc Indonesia). Khu vực này không bao gồm các vùng nước ôn đới và hàn đới của Ấn Độ Dương và Thái Bình Dương, không bao gồm vùng biển nhiệt đới phía đông Thái Bình Dương (dọc theo bờ biển nước Mỹ).
Thuật ngữ này tỏ ra đặc biệt hữu ích trong ngành sinh vật học biển, ngư học và các ngành tương tự bởi vì nhiều hệ sinh thái biển được kết nối liên tiếp nhau từ Madagascar đến Nhật Bản và châu Đại Dương. Nhiều loài sống trên một phạm vi rộng lớn đó nhưng lại không có ở Đại Tây Dương.
Khu vực địa lý sinh vật này có tính đa dạng loài hết sức cao, gồm 3.000 loài cá (so với con số 1.200 loài của khu vực địa lý sinh vật Tây Đại Tây Dương giàu có thứ nhì) và 500 loài san hô tạo rạn (so với con số 50 loài của khu vực địa lý sinh vật Tây Đại Tây Dương).

## Phân chia
WWF và The Nature Conservancy chia khu vực này thành ba hải vực nhỏ hơn, mỗi hải vực lại được chia thành nhiều tỉnh biển (marine province).

### Tây Ấn Độ Dương-Thái Bình Dương
Tây Ấn Độ Dương-Thái Bình Dương là một hải vực gồm phần phía tây và trung tâm Ấn Độ Dương, bao gồm bờ biển phía đông châu Phi, Biển Đỏ, vịnh Aden, vịnh Ba Tư, biển Ả Rập, vịnh Bengal và biển Andaman, cũng như các vùng nước ven biển đảo Madagascar, quần đảo Seychelles, Comoros, quần đảo Mascarene, Maldives và quần đảo Chagos.

### Trung Ấn Độ Dương-Thái Bình Dương
Trung Ấn Độ Dương-Thái Bình Dương là một hải vực gồm vô số biển và eo biển nối Ấn Độ Dương với Thái Bình Dương, bao gồm các vùng biển bao quanh quần đảo Indonesia (trừ bờ biển tây bắc đảo Sumatra thì vẫn thuộc vùng Tây Ấn Độ Dương-Thái Bình Dương), Biển Đông, biển Philippines, bờ biển phía bắc Úc châu, các vùng biển bao quanh New Guinea, tây và trung Micronesia, Nouvelle-Calédonie, quần đảo Solomon, Vanuatu, Fiji và Tonga. Vùng Trung Ấn Độ Dương-Thái Bình Dương có độ đa dạng về san hô và thực vật ngập mặn cao nhất.

### Đông Ấn Độ Dương-Thái Bình Dương
Đông Ấn Độ Dương-Thái Bình Dương là một hải vực bao quanh hầu hết các hòn đảo núi lửa nằm ở trung tâm Thái Bình Dương, trải dài từ quần đảo Marshall đến trung và đông nam Polynesia đến đảo Phục Sinh và Hawaii.